# Bongo Botrako
Bongo Botrako est un groupe de rock alternatif espagnol, originaire de Tarragone. Il obtient un grand succès avec son premier morceau Todos los días sale el sol (Kasba Music, 2010). En 2012, ils publient leur deuxième disque Revoltosa (Kasba Music, 2012) avec un grand nombre de collaborations comme La Troba Kung-Fú et Canteca de Macao. En 2013, ils gagnent le prix Enderrock du meilleur groupe catalan dans une autre langue et le prix ARC de la meilleure tournée en Catalogne.
Le 13 octobre 2015, le groupe publie sur son site officiel et sur sa page Facebook un communiqué annonçant sa « mise en sommeil » pour une durée indéterminée « après huit années de joies, de bonnes amitiés, d'incroyables collaborations, de voyages épuisants, de fêtes sauvages et aussi de blessures. » Le concert prévu à Paris en novembre 2015 est annulé, seules six dates d'adieu restent annoncées.

## Biographie

### Débuts (2007–2009)
Le meneur de Bongo Botrako, Uri Giné, rejoint le groupe punk rock Extracto de Lúpulo comme guitariste, chanteur et auteur-compositeur en 2003. Certaines des chansons qu'il écrivait ne correspondaient pas au genre que jouait son groupe. En octobre 2007, Uri décide de former son propre groupe qu'il appelle Bongo Botrako,. Il enregistre une démo dix titres dans son petit home studio, de programmation et joue lui-même de la batterie et des autres instruments. Après avoir fait circuler cette démo, Uri rapidement recrute huit musiciens : le guitariste Nacho Pascual, le claviériste Xavi Vallverdú, le bassiste Marc Vallverdú, le batteur Gorka Robert, le percussionniste Pitus Siles, le trompettiste Xavi Artiol, Àlex Huguet au trombone, et Merce Verge aux chœurs. Ils commencent à répéter en janvier 2008, et effectuent leur premier concert le 20 mars 2008 à Tarragone. 
Entre 2008 et début 2009, le groupe change de formation : Mercè Verge quitte le groupe, Xavi Latorre remplace Pitus Siles aux percussions, Xavi Barrero remplace Xavi Artiol à la trompette, Juanhito Saez remplace Àlex Huguet au trombone, et Oscar Gómez rejoint le groupe comme saxophoniste. En février et mars 2009, le groupe auto-produit une démo sept titres intitulée La Maketa. Quelques jours avant sa sortie, Uri Giné écrit la chanson Todos los días sale el sol pendant un séjour à Grenade. À ce moment, 500 exemplaires de la démo sont vendues, et ils n'ont pas eu le temps d'inclure la nouvelle chanson. La Maketa est publiée le 5 mai 2009, et le groupe en vend quelques copies sur CD à des concerts. La chanson Todos los días sale el sol est initialement publiée à Lérida le 7 mai 2009, et devient un succès immédiat dans tous les concerts en Catalogne, même si elle n'est pas incluse dans la démo,. 
Uri Giné quitte Extracto de Lúpulo le 24 septembre 2009 pour se consacrer exclusivement à Bongo Botrako. Après près de deux ans dans les deux groupes, Uri se sent mieux au sein de Botrako Bongo, qui se popularise beaucoup plus qu'Extracto de Lúpulo. À la fin 2009, un nouveau changement s'effectue dans la formation : Juanhito Saez et Xavi Latorre quittent le groupe, et David García remplace Marc Vallverdú à la basse.

### Todos los días sale el sol(2010–2011)
Grâce au succès de la chanson Todos los días sale el sol, le groupe capte l'intérêt de Joni Sahún, A&R du label indépendant Kasba Music. Ils enregistrent alors leur premier album studio, Todos los días sale el sol, aux La Atlántida Studios de Barcelone et le publient le 27 septembre 2010 en Espagne chez Kasba Music. L'album est ensuite publié en France, en Allemagne, au Royaume-Uni, en Belgique, aux Pays-Bas, au Luxembourg et au Japon.
La première tournée du groupe en tête d'affiche se fait en octobre 2010, et permet ainsi de faire monter les ventes grâce à des concerts à guichet fermé. Au printemps et en été 2011, ils jouent dans des festivals en Espagne et en France,,. Bongo Botrako tourne et publie le clip du premier single de l'album, Todos los días sale el sol, le 23 juin 2011. La chanson est énormément popularisée en Espagne, et est sélectionnée par la Federación Española de Baloncesto,. En septembre 2011, Todos los días sale el sol se classe 12e de la liste espagnole des chansons les mieux vendues, et 2e des chansons les mieux vendues sur iTunes.

### Revoltosaet pause (2012–2015)

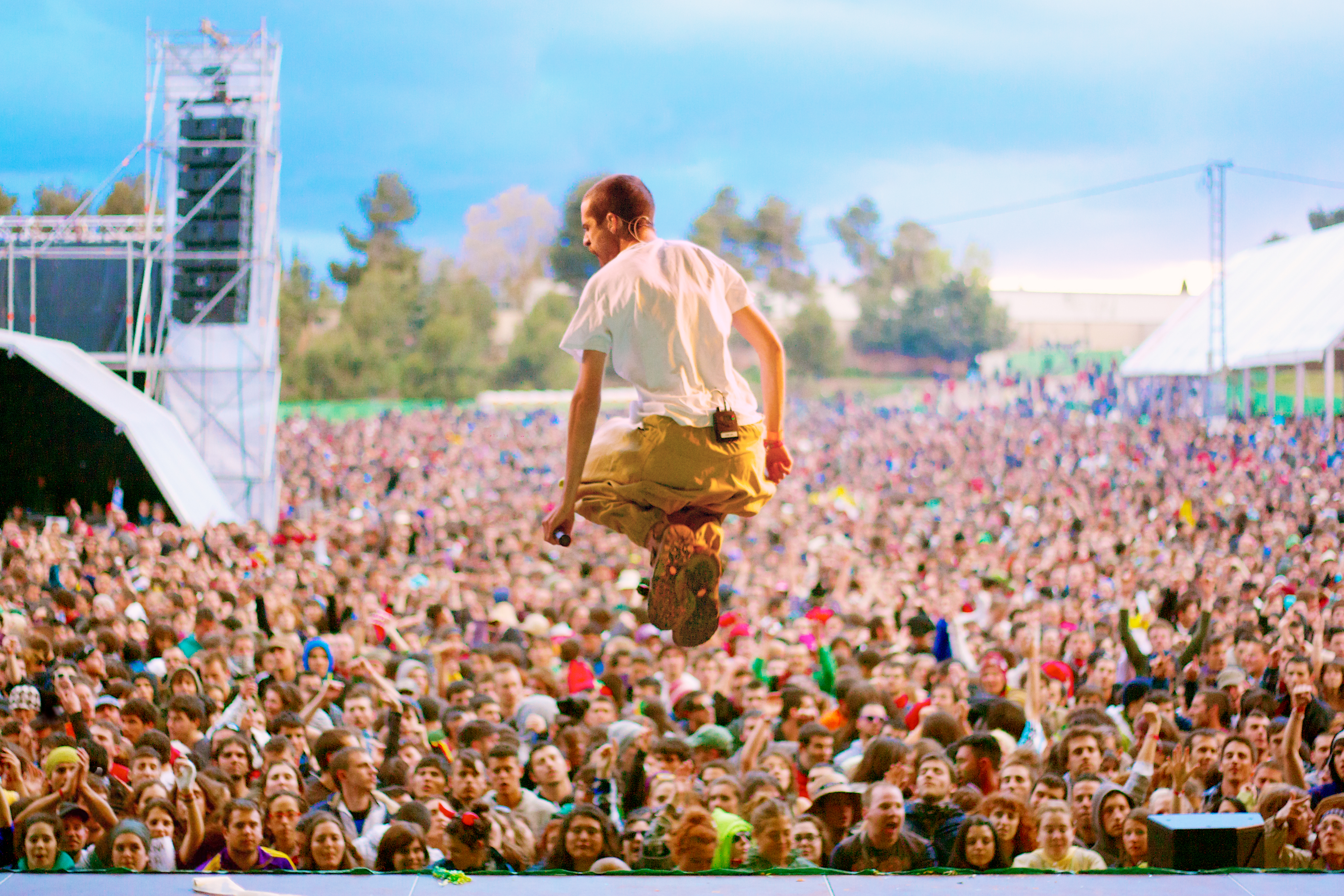
Uri Giné au festival Viña Rock en 2012.

Leur deuxième album, Revoltosa, est produit par Amparo Sánchez, et publié le 12 novembre 2012 chez Kasba Music,. Le clip du premier single de l'album, Revoltosa, est publié le 15 novembre 2012, mais fait polémique pour avoir montré des policiers s'en prenant à des militants pacifistes,,. Uri Giné expliquera que la brutalité policière était un sarcasme.
En 2015, le groupe annonce une pause à durée indéterminée. Le 13 octobre 2015, le groupe publie sur son site officiel et sur sa page Facebook un communiqué annonçant sa « mise en sommeil » pour une durée indéterminée « après huit années de joies, de bonnes amitiés, d'incroyables collaborations, de voyages épuisants, de fêtes sauvages et aussi de blessures. » Le concert prévu à Paris en novembre 2015 est annulé, seules six dates d'adieu restent annoncées.

## Membres

### Membres actuels
- Uri Giné – chant, guitare (2007–2015)
- Nacho Pascual – guitare, chœurs (2008–2015)
- Xavi Vallverdú – claviers, chœurs (2008–2015)
- David García – basse, chœurs (2009–2015)
- Gorka Robert – batterie, chœurs (2008–2015)
- Xavi Barrero – trompette, chœurs (2008–2015)
- Oscar Gómez – saxophone, chœurs (2009–2015)

### Anciens membres
- Marc Vallverdú – basse (2008–2009)
- Pitus Siles – percussions (2008)
- Xavi Latorre – percussions (2008–2009)
- Xavi Artiol – trompette (2008)
- Àlex Huguet – trombone (2008–2009)
- Juanhito Sáez – trombone (2008–2009)
- Mercè Verge – chœurs (2008)

## Discographie
- 2010 : Todos los días sale el sol
- 2012 : Revoltosa
- 2014 : Punk Parranda (live)